# Браян Коллінз (дизайнер)

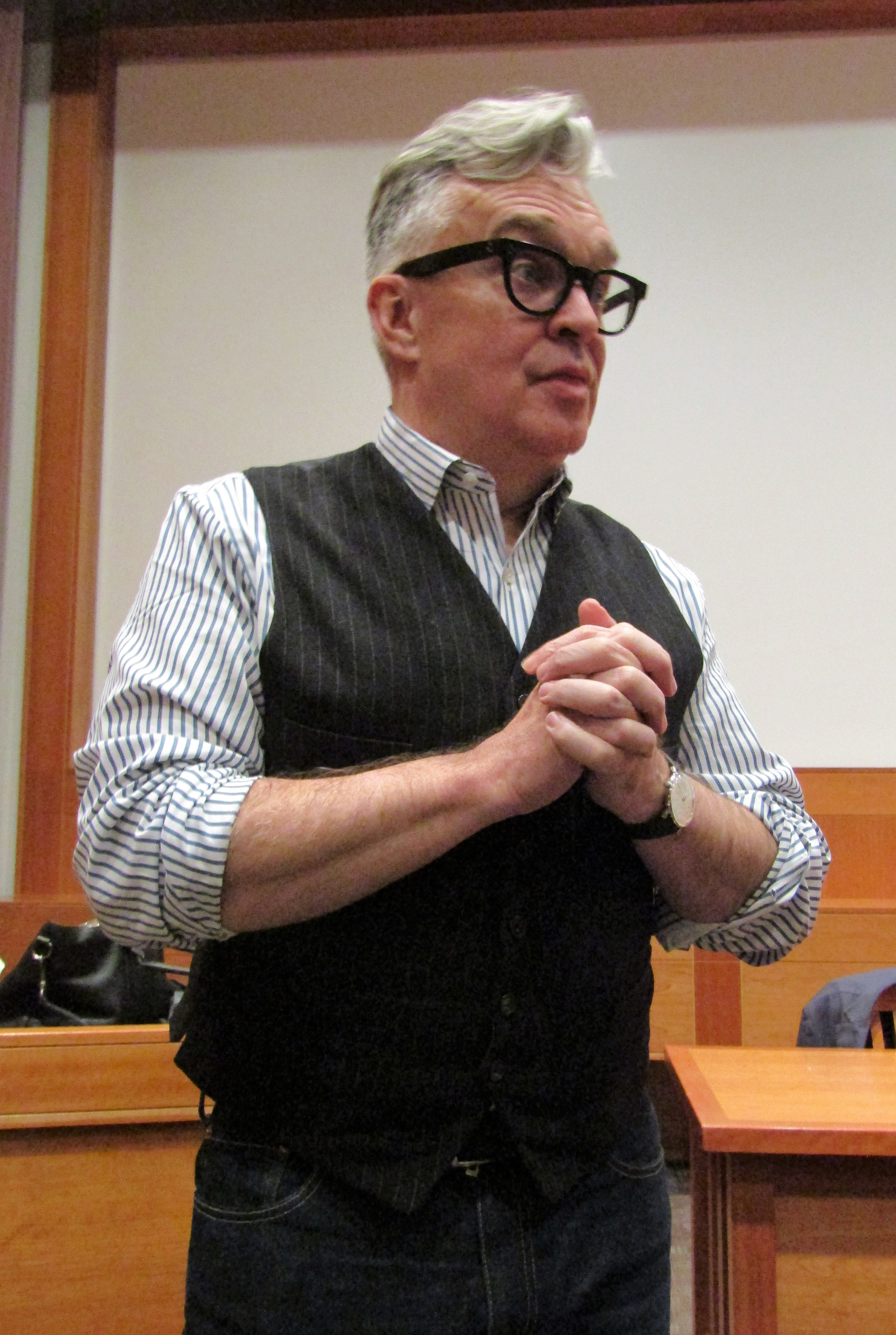
Браян Коллінз

Браян Коллінз (народився 1959/1960 (вік 64–65)) — американський дизайнер, креативний директор і педагог. Він є головним креативним директором COLLINS:, незалежної компанії з розробки стратегії та брендового досвіду. Раніше він протягом десяти років обіймав посаду голови та головного креативного директора відділу брендів та інновацій Ogilvy &amp; Mather.

## Ранні роки та освіта
Коллінз виріс у Лексінгтоні, штат Массачусетс, і здобув ступінь бакалавра в Массачусетському коледжі мистецтва та дизайну в 1982 році. Він також навчався в Parsons School of Design у Нью-Йорку.

## Кар'єра
Після закінчення коледжу Коллінз заснував власну студію в гаражі своїх батьків, працюючи з такими клієнтами, як Digital Equipment Corporation, John Hancock Financial і Perkins School for the Blind. Компанія виросла до команди з 20 осіб і переїхала в Конкорд, штат Массачусетс.
Інтерес Коллінза до роботи з глобальними брендами спонукав його продати бізнес, і він провів літо в Лондоні, перш ніж його найняли в The Duffy Design Group у Міннеаполісі, серед клієнтів якої були Giorgio Armani, Jim Beam Brands і Porsche.
У 1995 році Коллінз перейшов до FCB у Сан-Франциско, щоб працювати над Levi Strauss & Co., Amazon, MTV, і The Walt Disney Company.

### Ogilvy & Mather
У 1998 році він став старшим партнером і головним креативним директором відділу нового дизайну та брендінгу в Ogilvy &amp; Mather у Нью-Йорку. В Ogilvy він працював для таких клієнтів, як The Hershey Company, Kodak, IBM, The Coca-Cola Company, BP, Motorola, Mattel, Vera Wang, American Express, Kraft Foods, Unilever і Нью-Йорку, як міста на проведення Олімпійських ігор NYC2012.
Коли компанія Hershey's найняла Коллінза та його команду, вони спочатку замовили дизайн рекламного щита на Таймс-сквер, але Коллінз розширив проєкт до роздрібного магазину на Таймс-сквер у Нью-Йорку, який залишався відкритим понад 15 років.
У 2004 році команда Коллінза запустила кампанію Dove для справжньої краси в Північній Америці. Кампанія отримала нагороду Media Image Award від Національної організації жінок.
У 2007 році команда Коллінза співпрацювала з Office dA у проєктуванні АЗС Helios House BP у Лос-Анджелесі. Проєкт включено до Cooper Hewitt, Smithsonian Design Museum. Проєкт також отримав премію ID Magazine Annual Design Review Award за Environments, Design Distinction; AIA Los Angeles Design Award; і 2009 Grand Clio Award for Design.
У липні 2013 року Коллінза було призначено до Всесвітньої творчої ради Ogilvy &amp; Mather, ради, яка контролює роботу агентства в усьому світі.

### Інші проєкти
Після терактів 11 вересня Коллінз і його команда опублікували книгу «Братство», яка стала основою експозиції в Музеї міста Нью-Йорка. Це була данина поваги пожежникам Нью-Йорка, яка потрапила в список бестселерів The New York Times.

## COLLINS
У 2008 році Коллінз заснував COLLINS, компанію, що займається розробкою стратегії та бренду. Першою роботою компанії була робота з The Martin Agency над розробкою рекламної кампанії про глобальне потепління для Альянсу із захисту клімату.
Компанія розробила The CNN Grill і очолила розробку бренду та дизайну для нових магазинів Microsoft у партнерстві з The Martin Agency та Gensler.
Компанія Fast Company, Wired і Design Week назвали глобальний редизайн і ідентифікаційну систему компанії для Spotify одним із найпомітніших дизайнів року у 2015 році.

## Відзнаки та нагороди
- Нагорода видатного випускника Массачусетського коледжу мистецтва та дизайну (2004)[34][35]
- American Design Master, Fast Company (2005)[36]
- Премія «Імідж», Національна жіноча організація (2006) — виграна за роботу над кампанією Dove за справжню красу[37]
- Почесний диплом коледжу дизайну ArtCenter (2008)[34][38]
- Золотий олівець, The One Club (2009) — виграв COLLINS:[39]
- Gold Clio, Clio Awards (2009) — виграв COLLINS:[40]
- AIGA (2011) визнаний одним із найкращих дизайнів року — для COLLINS: робота над Microsoft Store[41]
- Graphis Master, Graphis Journal (2018)[42]
- Claude Shannon Luminary Award, (Bell Labs) (2018)[43]

## Вибрані твори

Логотип Twitch розроблений COLLINS
Логотип Spotify і система кольорів
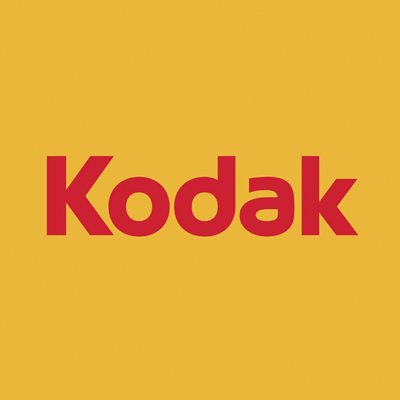
Бренд система Kodak
Дизайн лого кінофестивалю Tribeca
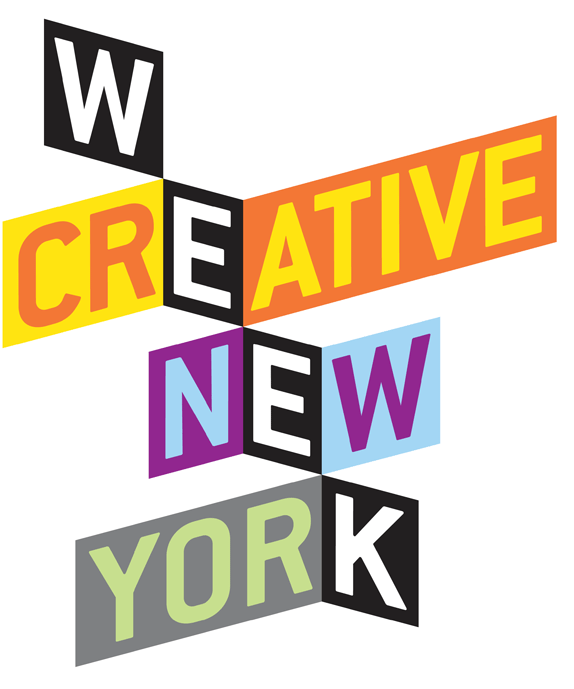
Кампанія Creative Week New York
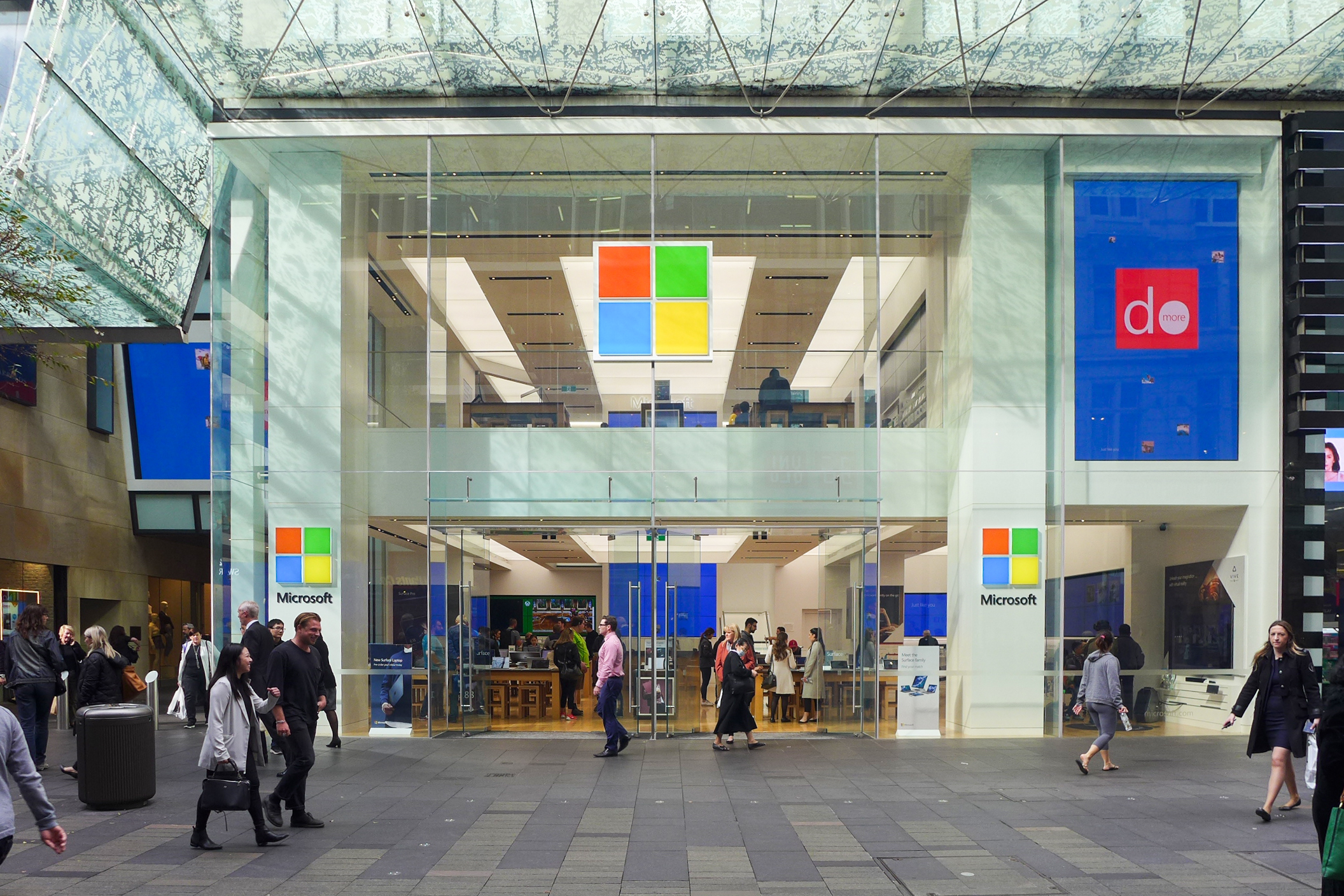
Бренд і дизайн середовища для Microsoft Store
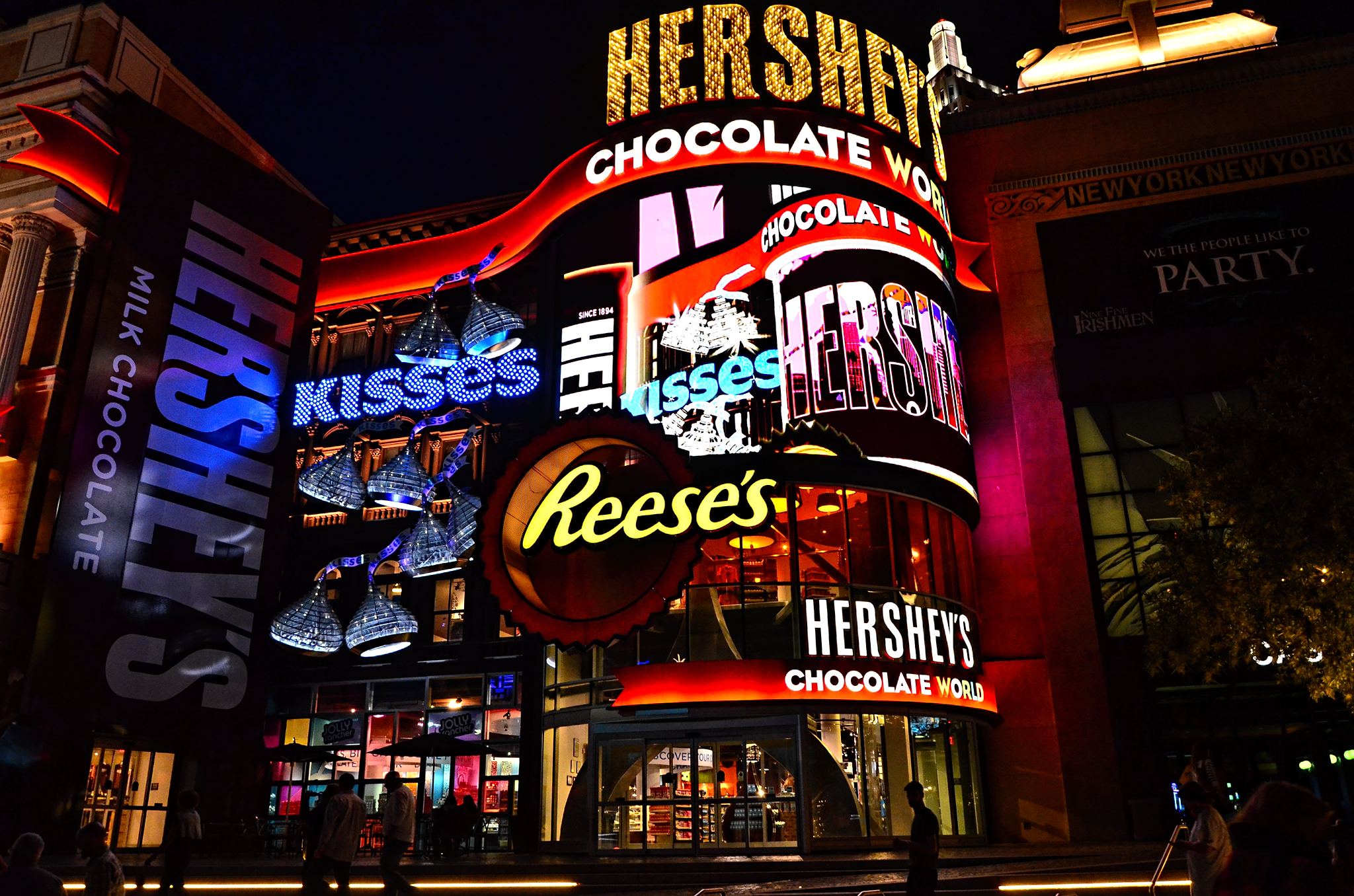
Hershey Store на Таймс-сквер, Нью-Йорк
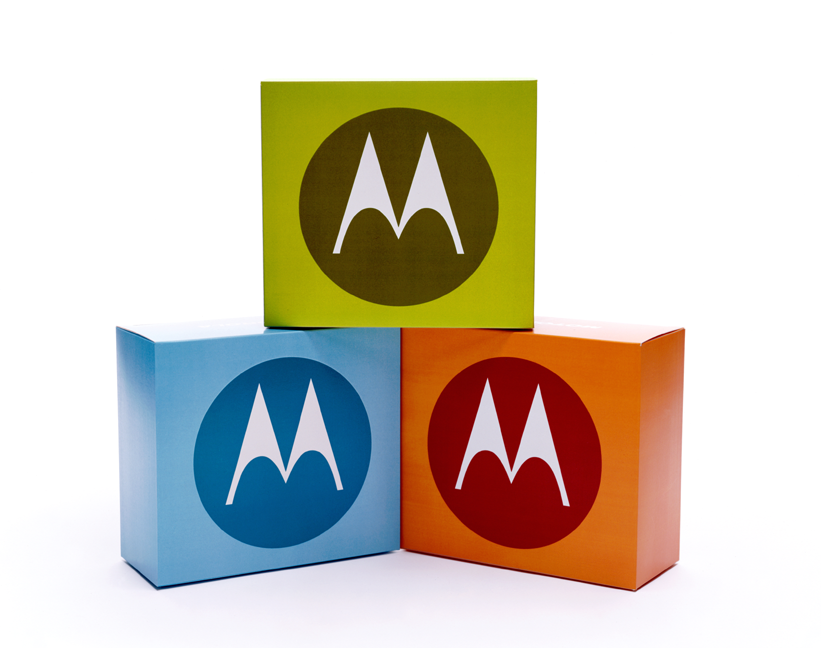
Глобальна дизайн система для Motorola
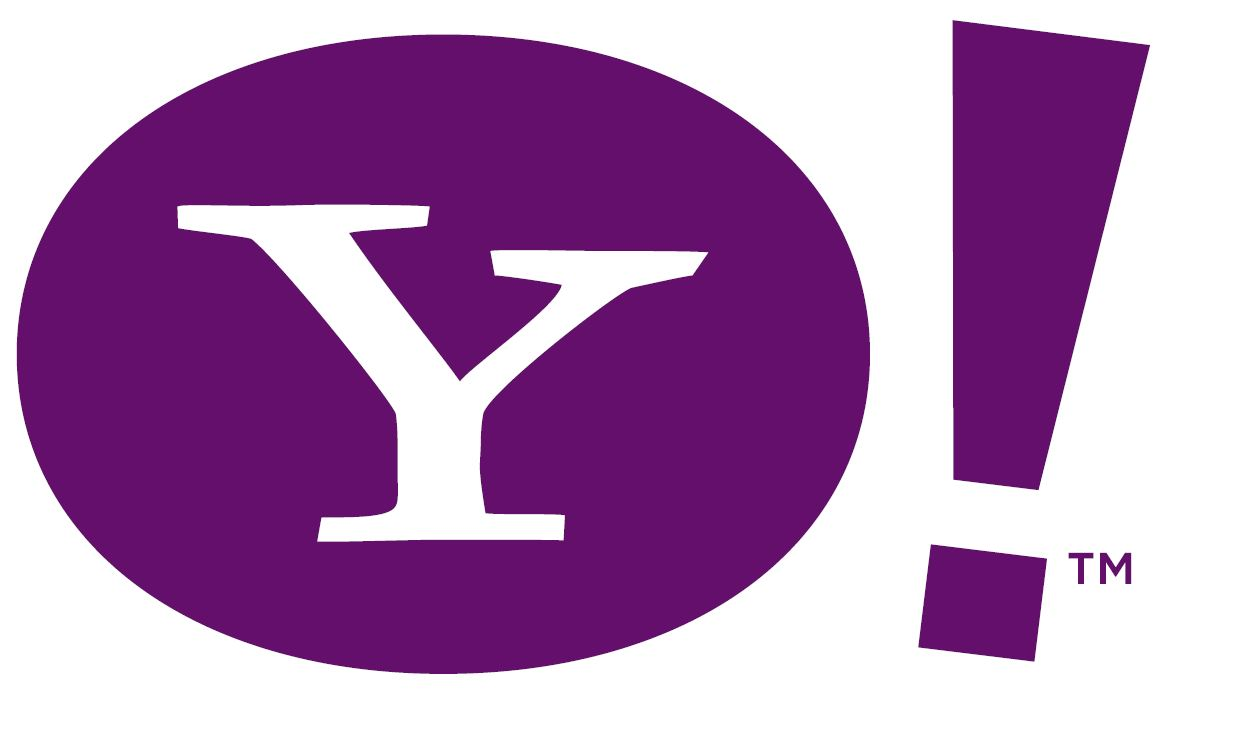
Стратегія брендінгу для Yahoo
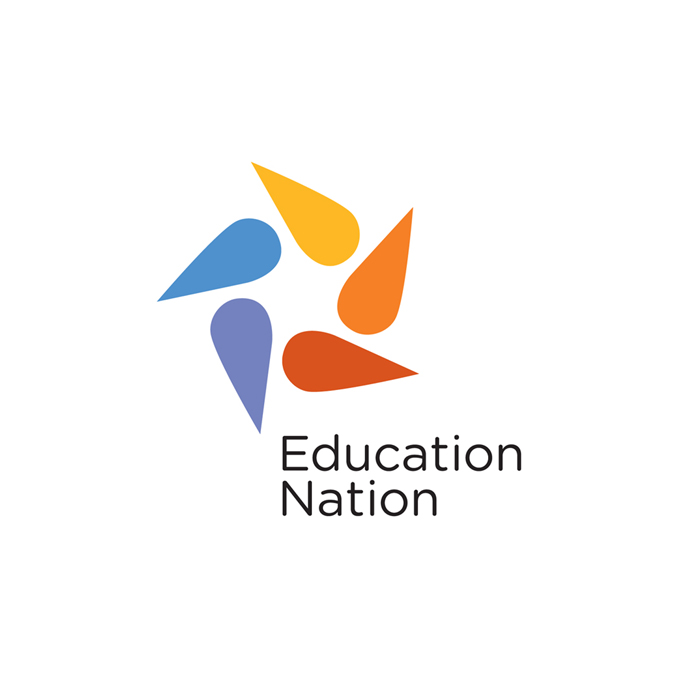
Креативна стратегія розвітку для NBC Education Nation